# Flugmodell

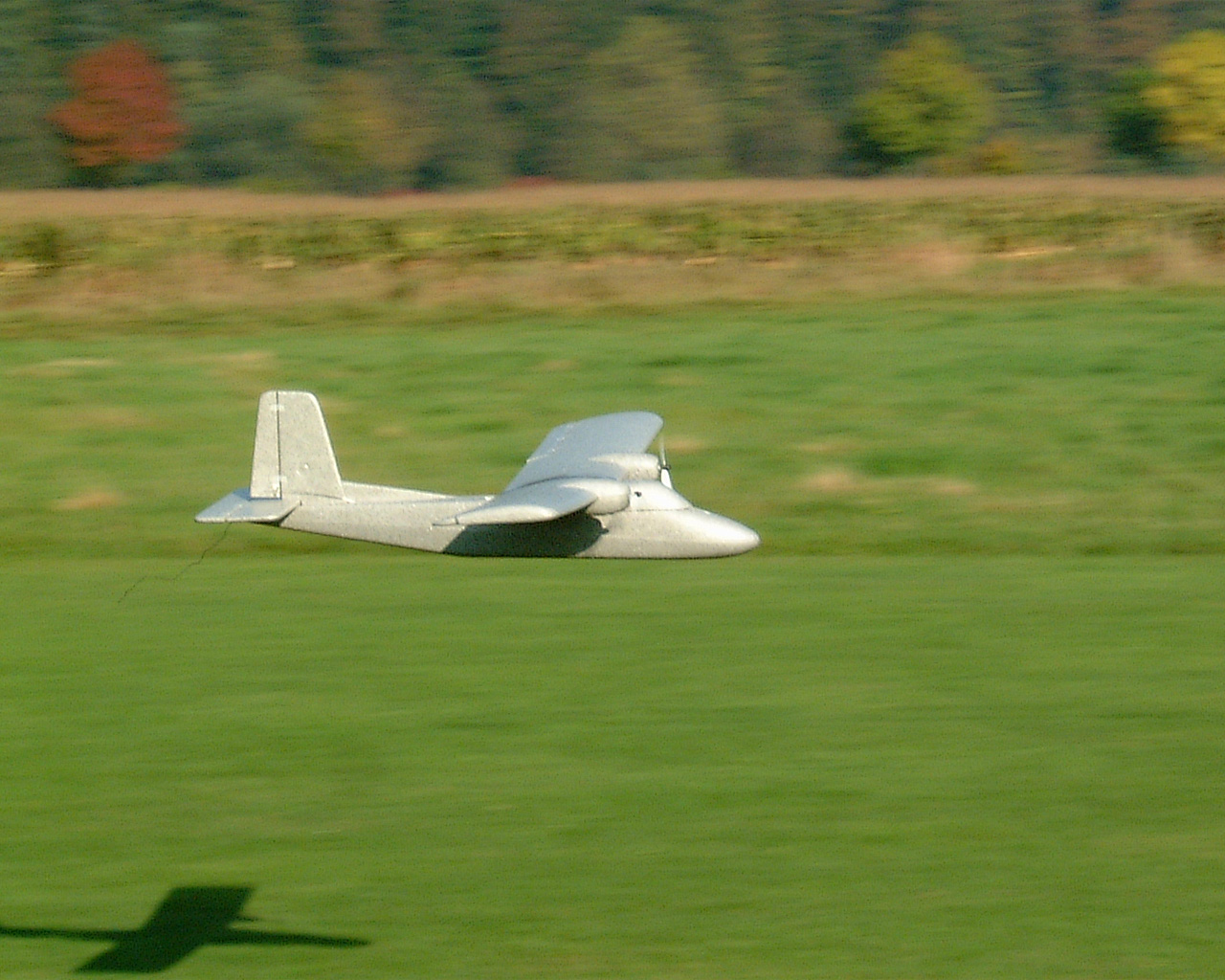
Ferngesteuertes Modellflugzeug Twin Star im Platzüberflug

Ein Flugmodell ist ein Fluggerät, das in Modellform, also in verkleinerter oder miniaturisierter Größe meist zum Zweck des Vergnügens oder der Freizeitgestaltung betrieben wird. Es handelt sich dabei entweder um die Verkleinerung eines Vorbildes aus der personentragenden Luftfahrt oder um ein reines Zweckmodell, das in dieser Erscheinung nur im Modellflug vorkommt.
Funktionslose Modellflugzeuge (zum Beispiel aus dem Plastikmodellbau) als reine Standmodelle werden in diesem Artikel nicht betrachtet.

## Einführung

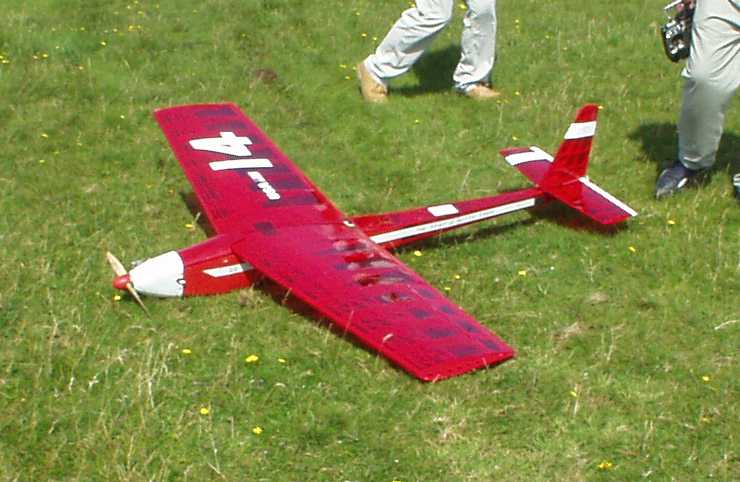
TAM 5 von Maynard Hill, 2003
Ein Transatlantikflugmodell in klassischer Balsa- und Folienbauweise.

Flugmodelle werden zumeist als Hobby gebaut und geflogen. Sie werden im Handel sowohl als Bausatz oder auch in verschiedenen Abstufungen als „fast flugbereit“ (ARF für almost ready to fly), „flugbereit“ (RTF für ready to fly) oder „flugbereit mit eingebautem Funkempfänger“ (RTB für ready to bind, bereit zur Herstellung der Funkverbindung zwischen Sender und Empfänger: englisch binding) verkauft. Manche Modellbauer entwickeln und bauen Flugmodelle selber. Flugmodelle gibt es in Größen von wenigen Zentimetern bis zu Spannweiten von mehreren Metern. Ein typischer Modellsegler hat eine Spannweite zwischen 1,3 und 4 Metern. Motorgetriebene Flugmodelle haben typischerweise Spannweiten zwischen 0,8 und 2 Metern. Die Palette der zurzeit zur Verfügung stehenden Antriebe umfasst Gummimotoren, Elektroantriebe, Kolbenmotoren, Gasturbinen, und Pulsstrahltriebwerke.
Modellflug wird als Hobby betrieben sowie auch in nationalen oder internationalen Wettbewerben als Sport. Sofern es sich um ein ferngesteuertes Modell handelt, wird es in der Regel in Sichtweite seines Piloten betrieben. Ein Flugmodell wird zumeist von nur einer Person gesteuert. Eine Ausnahme bildet der Lehrer-Schüler-Flug. Hierbei wird das Flugmodell von einem Primärsender (Lehrer) gesteuert, der einzelne oder alle Steuerfunktionen temporär an einen Sekundärsender (Schüler) übergeben kann. Dieses Vorgehen wird vor allem beim Erlernen des Modellfliegens praktiziert.
Es gibt Vereine von und für Modellflug-Interessierte.
Historisch gesehen ist der Modellflug älter als die personentragende Luftfahrt und wird vom Internationalen Luftsportverband FAI als ein eigener Zweig der Luftfahrt angesehen.

## Geschichte

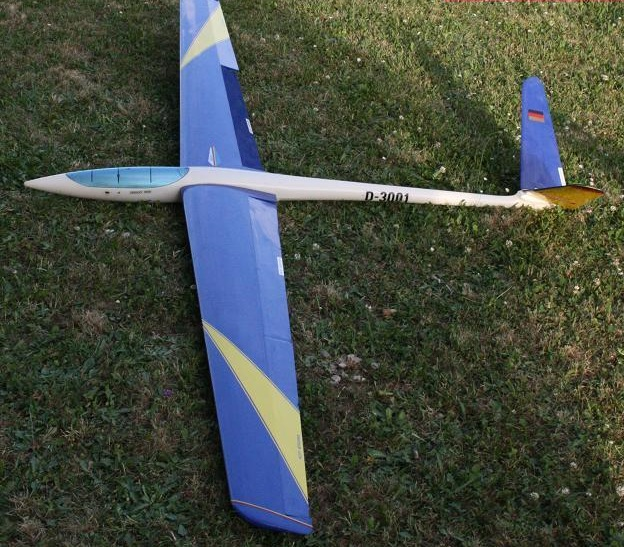
Fertigrumpf und Styro-Balsa-Sandwichflächen mit Folienbespannung am Flugmodell Carrera Draco3003 um 1980

Die Geschichte des Flugmodells ist eng mit der Geschichte der Luftfahrt verbunden. Lange vor den ersten bemannten Flügen wurden die Grundlagen des Fliegens bereits mit Flugmodellen erprobt.
Der Mathematiker und Philosoph Archytas von Tarent, * 428 v. Chr., wird im 2. Jahrhundert n. Chr. von Aulus Gellius in seinem Buch Noctes Atticae als Erbauer eines flugfähigen Vogelmodells erwähnt. Die „Taube des Archytas“ wird als durch mechanische Geschicklichkeit und weitere Künste geschaffene hölzerne Nachbildung einer Taube beschrieben; die geflogen sei, weil sie ausgewogen in der Schwebe gehalten wurde und von einer im Inneren eingeschlossenen und verborgenen Luftströmung angetrieben war. Im vierten Jahrhundert v. Chr. spielen chinesische Kinder bereits mit einem Spielzeug, das als erstes bekanntes Modell eines Hubschraubers (Drehflügelflugzeug) angesehen werden kann. Der chinesische Kreisel bestand aus einem runden Stab, in den kreuzförmig leicht angestellt Vogelfedern eingesteckt waren. Durch Drehung des Rundstabs zwischen beiden Handflächen erzeugen die Federn schließlich genug Auftrieb, um den Kreisel in die Luft steigen zu lassen.

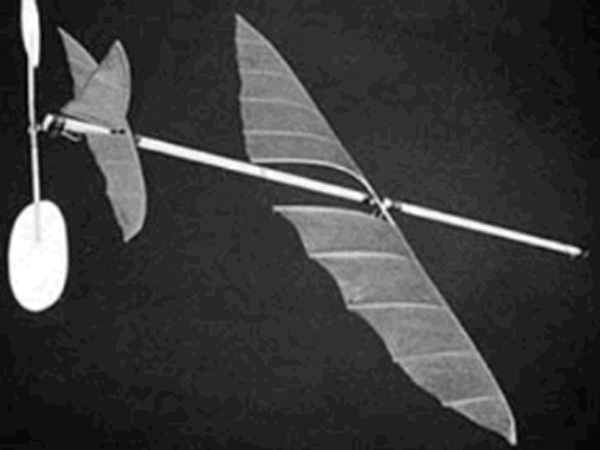
Planophore
Modellflugzeug von Alphonse Pénaud, 1871

- 1804: Sir George Cayley baut, aufbauend auf seinem Flugzeugkonzept von 1799, ein erfolgreiches Gleitflugmodell.
- 1811: Albrecht Ludwig Berblinger (Schneider von Ulm) misslang die Vorführung seines nachgewiesenerweise flugfähigen Hängegleiters wegen ungünstiger Windverhältnisse.
- 1848: John Stringfellow lässt in einer Fabrikhalle ein dampfgetriebenes Modellflugzeug rund 36 m weit frei fliegen.
- 1857: Nach erfolgreichen Modellversuchen erhalten die französischen Brüder du Temple de la Croix ein Patent über ein Motorflugzeug.
- 1871: Der Franzose Alphonse Pénaud baut seine Planophore, ein freifliegendes Motorflugmodell mit Gummimotorantrieb.
- 1875: Der Engländer Thomas Moy erprobt ein gefesseltes Motorflugmodell mit Dampfmaschinenantrieb und 4 m Spannweite.
- 1877: Erster Flug eines dampfgetriebenen Modellhubschraubers von Enrico Forlanini
- 1879: Der Franzose Victor Tatin baut ein Motorflugmodell mit Luftschrauben und Druckluftmotor, das erfolgreich Bodenstarts ausführt.
- 2003: Das Flugmodell Trans-Atlantik-Modell 5 von Maynard Hill überquert im Nonstop-Flug den Nordatlantik.

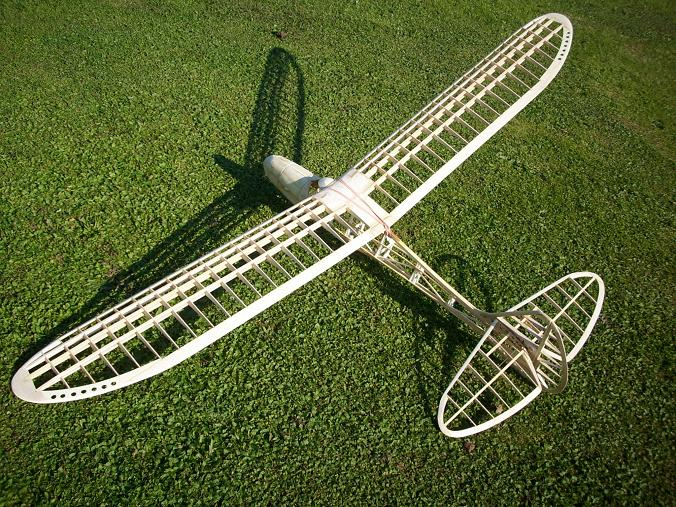
Klassische Holzbauweise um 1950

Das Bauen von Flugmodellen als Hobby kam schon vor dem Ersten Weltkrieg auf. Bereits 1913 erschien ein Buch von P. L. Biegenwald mit dem Titel „Flugmodellbau“. Als Antrieb wurde in erster Linie der Gummimotor beschrieben und der mögliche Einsatz von Pressluft-, CO2- und Verbrennungsmotoren genannt. Der Elektromotor wurde für Flugmodelle für völlig ungeeignet gehalten. Im Bildband des Deutschen Historischen Museums „Das XX. Jahrhundert – Fotografien zur deutschen Geschichte“ findet sich auf Seite 91 ein Foto aus Berlin, datiert 1919, auf dem etwa zehn startbereite Wasser-Flugmodelle, offensichtlich mit Gummimotor, abgebildet sind. Baumaterialien waren anfänglich vor allem Sperrholz, dünne Kiefernleisten und Papier zwecks Tragflächenbespannung („Spannpapier“), später verbreitet Balsaholz, und heute vor allem Kunststoffe wie Faserverbund- und Schaumstoff-Formteile sowie „Bügelfolie“ zur Bespannung.
In den 1930er Jahren wurden Verbrennungsmotoren für Flugmodelle eingeführt, bekannt war damals z. B. der „Kratmo“. Die ersten erfolgreichen Versuche mit Funkfernsteuerungen wurden in der zweiten Hälfte der 1930er Jahre durchgeführt. Nach 1950 wurden Funkfernsteuerungen durch kommerzielle Fertigung weiter verbreitet, zuerst als Röhrengeräte, die große und schwere Batterien benötigten, später mit Transistoren. Aber erst die Mitte der 1960er eingeführten Proportionalanlagen, bei denen jedes Ruder genau dem Ausschlag der Knüppelbewegung am Sender folgt, womit sich insbesondere Flugmodelle präzise und sicher steuern lassen, machten den Modellflug populär.

## Einteilungen
Flugmodelle werden zunächst grob in Modellflugzeuge und Modellhubschrauber eingeteilt (siehe dort).
Flugmodelle können nach verschiedenen Merkmalen unterschieden und unterteilt werden, beispielsweise nach dem Flugprinzip (leichter/schwerer als Luft), dem Antrieb (ohne Antrieb, Verbrennungs- oder Elektromotorantrieb, Raketenantrieb), der Steuerung (ohne Steuerung, leinengesteuert, (funk-)ferngesteuert, programmgesteuert), nach der Einsatzart (Hang- oder Thermiksegler, Kunstflugmodelle, Speedmodelle, Scalemodelle, Senkrechtstarter), der Bauweise (Fertigmodelle, Baukastenmodelle, nach Plan gebaut) oder auch dem hauptsächlich verwendeten Material (Holz/Rippenbauweise, Formschaummodelle, Voll-GFK-Modelle).

Damit internationale Wettkämpfe abgehalten werden können, unterteilt die internationale Interessenvertretung CIAM der FAI ( Kommission für internationalen Modellflug des Internationalen Luftsportverbandes) Flugmodelle in
Wettbewerbsklassen. Auch Rekorde können innerhalb der Klassifizierung durch die FAI international anerkannt werden. Darüber hinaus gibt es nationale Wettbewerbsklassen.
Auch das Luftfahrtrecht des jeweiligen Landes unterteilt gegebenenfalls Modellflugzeuge in verschiedene Klassen, für die unterschiedliche rechtlicher Beschränkungen gelten.

## Flugprinzip

### Leichter als Luft

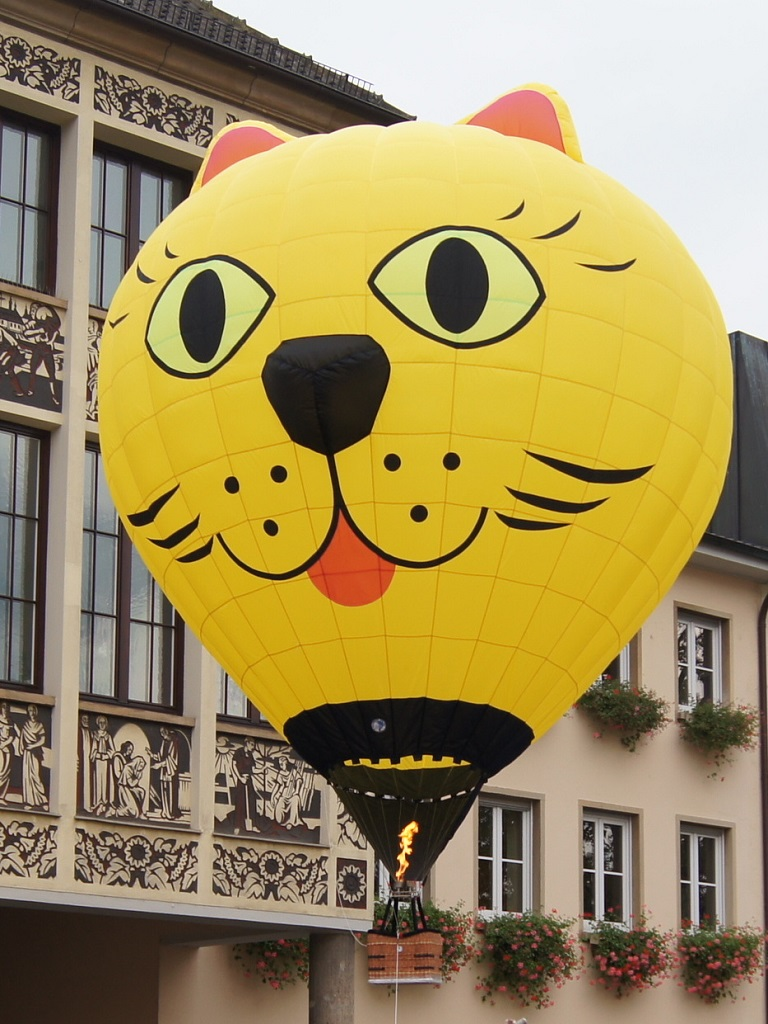
Ferngesteuerter Modell-Heißluftballon

Modelle mit statischem Auftrieb sind mit einem Traggas oder mit Heißluft gefüllt.
Ohne tragendes Innenskelett fahren:
- Modell-Gasballone (Traggas), Modell-Blimps
- Modell-Heißluftballone (mit Brenner geheizte Umgebungsluft)
- allein durch Sonnenwärme geheizte Solarballone

Mit stützendem Innenskelett fährt ein Modell-Luftschiff (Traggas oder Heißluft). Modellballone und -Luftschiffe werden in der Regel ferngesteuert. Wettbewerbe werden bisher nicht veranstaltet.

### Schwerer als Luft
Modelle mit dynamischem Auftrieb
- Trainingsflugzeuge wie der Gnumpf
- Segelflugmodelle
- Motorflugmodelle

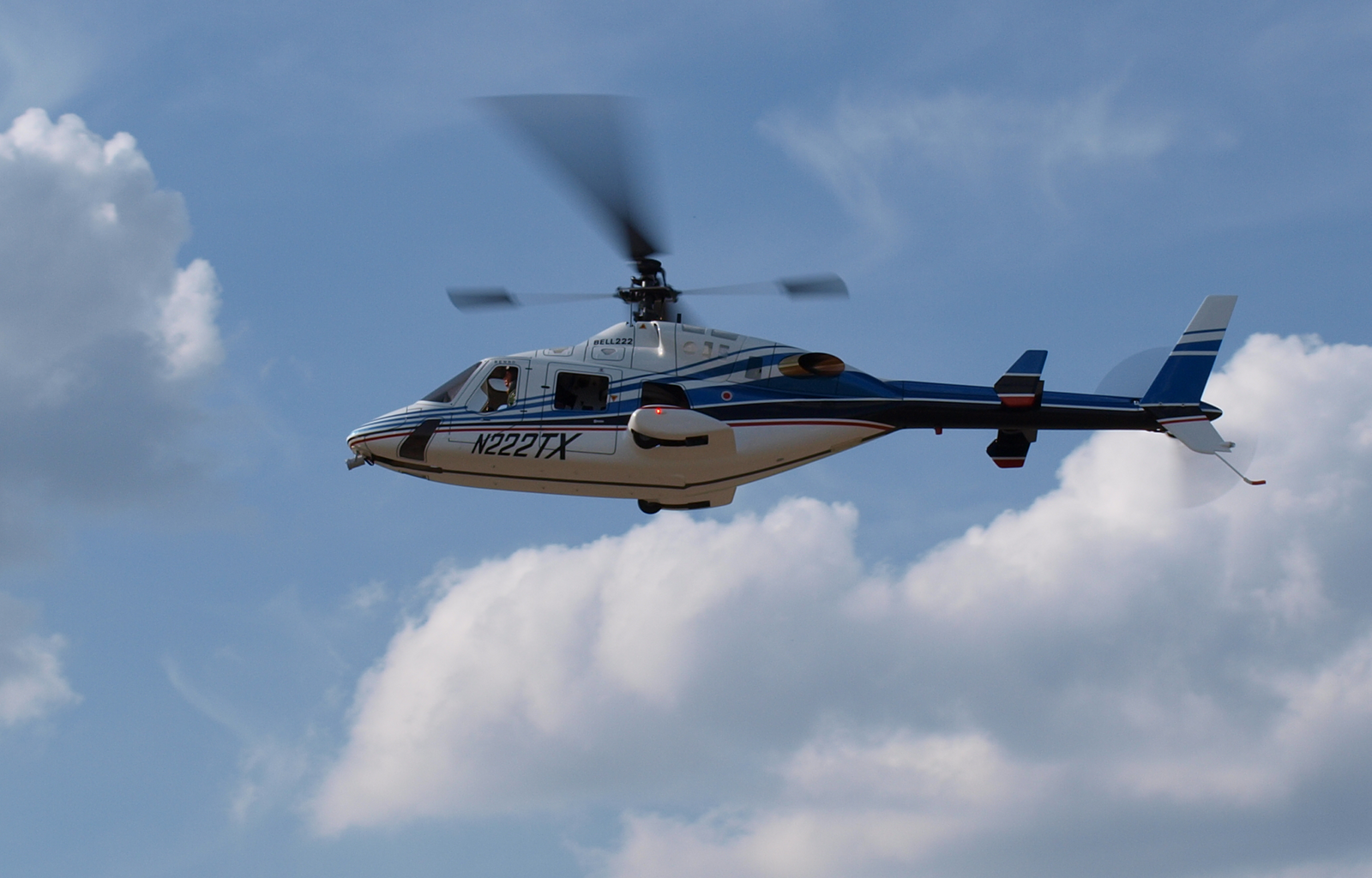
Ferngesteuerter Helikopter vom Modell Bell 222 mit Elektroantrieb

- Strahlgetriebene Flugzeugmodelle (Turbine, Staustrahltriebwerk/Pulso)
- Modellhubschrauber
- Motorschirm-Modelle
- Raketengleiter
- Senkrechtstarter VTOL, Schwebeplattformen, bei denen der dynamische Auftrieb innerhalb des Antriebes für den Rückstoß verantwortlich ist (Hubschrauber, Propeller und Impeller)
- Multicopter Fluggerät mit mehreren (meist vier, sechs oder acht), in einer Ebene angeordneten, senkrecht nach unten wirkende Rotoren oder Propellern

Modelle, die eine der Gravitation entgegenwirkende Kraft erzeugen, die weder statischer noch dynamischer Auftrieb ist, und eine nennenswerte Flughöhe erreichen können (also keinen Bodeneffekt ausnutzen oder z. B. magnetische Wechselwirkung mit dem Boden benötigen):
- Modellraketen
- Schwebeplattformen durch Rückstoß (Raketen/Turbine)
- Sonstiges (z. B. Lifter, Lightcraft)

## Steuerung

### Ferngesteuerte Modelle
Ein ferngesteuertes Modellflugzeug ist ein Modellflugzeug, das mit einem Empfänger (Receiver, RX) ausgerüstet ist und mit Hilfe eines Senders (Transmitter, TX) per Trägersignal drahtlos (ohne feste Verbindung) ferngesteuert wird. Im Allgemeinen kommen Funksignale als Trägersignal zum Einsatz (RC-Flugzeug, engl. radio controlled, siehe auch Funkfernsteuerung), im Einstiegssegment auch Infrarot.
Der Sender schickt ein Funksignal zum Empfänger im Flugmodell, das die Stellung der Steuerknüppel oder Schalter am Sender überträgt. Der Empfänger steuert dann die elektronischen/mechanischen Rudermaschinen (Servos) an, die z. B. die Ruderflächen bewegen.
- Ferngesteuerte Flugmodelle werden durch die Fédération Aéronautique Internationale (FAI) in folgende Wettbewerbsklassen eingeteilt:
  - F3 – Fernlenkflug
    - F3A – Ferngelenkte Motor-Kunstflugmodelle bis zu einem Gewicht von 5 kg
    - F3A-X – Ferngelenkte originalähnliche Motor-Kunstflugmodelle bis zu einem Gewicht von 10 kg
    - F3B – Ferngelenkte Thermik-Segelflugmodelle
    - F3C – Hubschrauber
    - F3D – Pylon-Rennmodelle
    - F3F – Ferngelenkte Hang-Segelflugmodelle
    - F3G – Ferngelenkte Motorsegler
    - F3H – Segelflugmodelle – Überlandrennen
    - F3I – Ferngelenkter Segelflugmodellschlepp
    - F3J – Ferngelenkte Thermik-Segelflugmodelle – Dauerflug
    - F3K – Handstart-Segelflugmodelle
    - F3P – Indoor Kunstflugmodelle
    - F3S – Speedflugmodelle

  - F4 (A-H) – Vorbildgetreuer Modellflug („Scale“)
  - F5 – Funkferngesteuerte Flugmodelle mit Elektromotor
    - F5A – Kunstflugmodelle
    - F5B – Elektro-Segelflugmodelle[5]
    - F5C – Hubschrauber
    - F5D – Pylonrennmodelle
    - F5E – Solar-Flugmodelle
    - F5F – Elektro-Segelflugmodelle – „Einsteigerklasse“[6]
    - F5J – Elektro-Thermiksegler

### Freifliegende Flugmodelle
Freifliegende Modelle fliegen ohne Steuerung durch einen Piloten, jedoch sind Eigensteuerungen (Programmsteuerung/Magnetsteuerung) möglich.

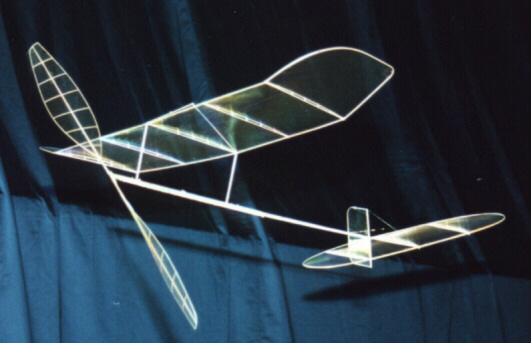
Indoor-Flyer der F1D-Klasse
DAeC 2002

Freifliegende Modelle werden durch die Fédération Aéronautique Internationale (FAI) in folgende Wettbewerbsklassen eingeteilt:
- F1A – Segelflugmodelle (A-2 Klasse)
- F1B – Flugmodelle mit Gummimotor („Wakefield“)
- F1C – Flugmodelle mit Verbrennungsmotor bis 2,5 cm³ („I“ – früher Römisch 1 genannt)
- F1D – Saalflugmodelle
- F1E – Segelflugmodelle mit Selbststeuerung, z. B. Magnetsteuerung Magnetflug
- F1G – Flugmodelle mit Gummimotor („Coupe d’hiver“)
- F1H – Segelflugmodelle (A-1 Klasse)
- F1J – Flugmodelle mit Verbrennungsmotor bis 1,0 cm³ (1/2 A Klasse)
- F1K – Flugmodelle mit CO2-Motoren
- F1L – Saalflug, EZB-Modelle
- F1M – Saalflugmodelle (Beginner)
- F1N – Saalfluggleiter für Handstart
- F1P – Flugmodelle mit Verbrennungsmotor bis 1,0 cm³, max. 1500 mm Spannweite und min. 26 dm² Tragflächeninhalt
- F1Q – Flugmodelle mit Elektromotor, Batteriegewicht max. 120 g Ni. oder 90 g Li.

Weitere Einteilungsmöglichkeiten für freifliegende Flugmodelle ergeben sich aus der Einsatzart, dem Aufbau, dem verwendeten Material oder anderen Gemeinsamkeiten:
- Segler haben meist etwa zwei Meter Flügelspannweite. Gestartet wird mit Hochstartleine. Alle Freiflugmodelle müssen mit einem Zeitschalter ausgerüstet sein (siehe Programmgesteuerte Modelle). Meist wird u. a. das Höhenleitwerk des Modells angesteuert, um eine Zwangslandung einzuleiten, die ein Davonfliegen bei starker Thermik verhindert.
- Selbststeuernde Hangsegler; vor dem Handstart wird das kompassgesteuerte Seitenruder so eingestellt, dass das Modell fest in die Himmelsrichtung gegen den Hangaufwind fliegt und bei Abweichungen durch die Magnetsteuerung wieder in die eingestellte Flugrichtung zurückkehrt.
- Motorsegler
- Gummimotormodelle sind Segelflugmodelle/Segler, die mit einer durch einen verdrehten Gummistrang angetriebenen Luftschraube aus der Hand gestartet werden und auf eine Höhe von ca. 70 Meter steigen. Ist die Energie des Gummistrangs aufgezehrt, klappen die Luftschraubenblätter an den Rumpf an und das Modell fliegt als Segelflugmodell weiter.
- Ballonhelikopter sind Hubschrauber, die mit der Druckluft eines Luftballons bis zu 20 Sekunden lang fliegen
- Saalflugmodelle sind extrem leichte Modelle (erreichbar sind Massen unter 1 Gramm, aber für Wettkampfklassen sind 1,2 Gramm Mindestmasse vorgeschrieben), angetrieben mit Gummimotor. Die Modelle „schleichen“ durch die Luft. Je nach Hallenhöhe sind in der Wettkampfklasse Flugzeiten bis 30 min erreichbar. Wegen der erforderlichen Hallenhöhe und Luftruhe werden Wettkämpfe häufig auch im Salzbergwerk ausgetragen.
- Papierflieger sind Flugobjekte, welche vorwiegend aus Papier bestehen.
  - Papierflugzeuge sind „normale“ Modellflugzeuge aus Papier, Karton und Pappe.
  - Faltflieger bestehen aus einem, selten aus mehreren Bogen Papier. Auch in dieser Klasse werden Weltrekorde geführt (z. B. GBdR – längste Flugdauer: 27,9 s, Takuo Toda, 11. April 2009)
- Raketen sind mit Raketenmotor betriebene Flugmodelle. Meist in der klassischen Raketen-Variante, vereinzelt jedoch auch umgebaute Segelflugmodelle.
- Gas- oder heißluftgefüllte Ballone und Luftschiffe
  - Luftballon
  - Partyballone
  - Solarballone
- Lifter

#### Magnetsteuerung
Die Richtungssteuerung erfolgt hier mit Hilfe des Erdmagnetfelds. Eine Kompassnadel (ein drehbar gelagerter Magnet) weist immer nach Norden, und davon abhängig wird das Seitenruder gesteuert. Der Magnet bewirkt bei einer Abweichung von dieser Neutrallage ein Rückstellmoment auf das Seitenruder. Dadurch hält das Flugmodell immer dieselbe (Himmels-)Richtung bei. Durch das Voreinstellen eines Verdrehungswinkels („Offsetwinkel“) gegen die Nordrichtung ist auch jede andere Richtung wählbar.
Eine Mikrokontroller-Steuerung (Programmsteuerung) kann einem elektronischen Kompass folgen – ein fließender Übergang zur Programmsteuerung.

#### Programmgesteuerte Modelle
In der einfachsten Form besteht eine Programmsteuerung aus einem mechanischen oder elektronischen Zeitschalter. Diese sind in fast allen Freiflugklassen üblich, um unter anderem nach Ablauf der maximalen Wettkampfwertungszeit eine zuverlässige Landung sicherzustellen. Komplexe Formen dieser Zeitschalter können durchaus mehrere Funktionen (Höhenruder, Seitenruder) steuern und dadurch komplexere Flugabläufe (Flugphasen) zum Beispiel in der Startphase (bunten) realisieren.
Die Miniaturisierung von Navigations-, Funk- und Computer-Komponenten erlaubt auch für den Modellflug Autopilot- und Programm-Steuerungen.
Die selbststeuernden Freiflugmodelle unterscheiden sich von den gesteuerten Modellen dadurch, dass nach dem Start und damit dem Beginn des freien Fluges keine Beeinflussung der Modelleinstellungen durch einen Piloten möglich ist.
Ein bekanntes Beispiel ist das Trans-Atlantik-Modell 5 aus dem Jahr 2003, das über 99 Prozent seines Transatlantikfluges programmgesteuert absolviert hat.

#### Leinengesteuerte Modelle/Fesselflieger
Bei leinengesteuerten Fesselflugzeugen hält der „Pilot“ das motorisierte Modell mit ausgestrecktem Arm an etwa 15–25 m langen Steuerleinen (straff gespannte dünne Stahlseile), die das Höhenruder bedienen, und führt das Modell per Zentrifugalkraft im Kreis, wobei er sich synchron mitdreht.
- Fesselflieger werden durch die Fédération Aéronautique Internationale (FAI) in folgende Klassen eingeteilt:
  - F2A-FAI Speed- oder Geschwindigkeitsmodelle
  - F2B – Kunstflugmodelle
  - F2C – Mannschaftsrennen
  - F2D – Combat- oder (zu deutsch) Fuchsjagdmodelle
- Kunstflug
- Fuchsjagd – an zwei Flugmodellen wird jeweils (gleich lang) ein meterlanger Krepppapierstreifen befestigt. Die beiden Gegner stehen gemeinsam in der Kreismitte und versuchen, dem anderen von dessen Schleppe mit dem eigenen Propeller möglichst viel wegzuschneiden.
- Speed- oder Rennmodell – nur das Tempo zählt. Die Modelle sind oft asymmetrisch und haben nur eine Tragfläche an der Kreisinnenseite und das Höhenruder auf der Kreisaußenseite.
- Vorbildgetreue Nachbauten bzw. Modelle

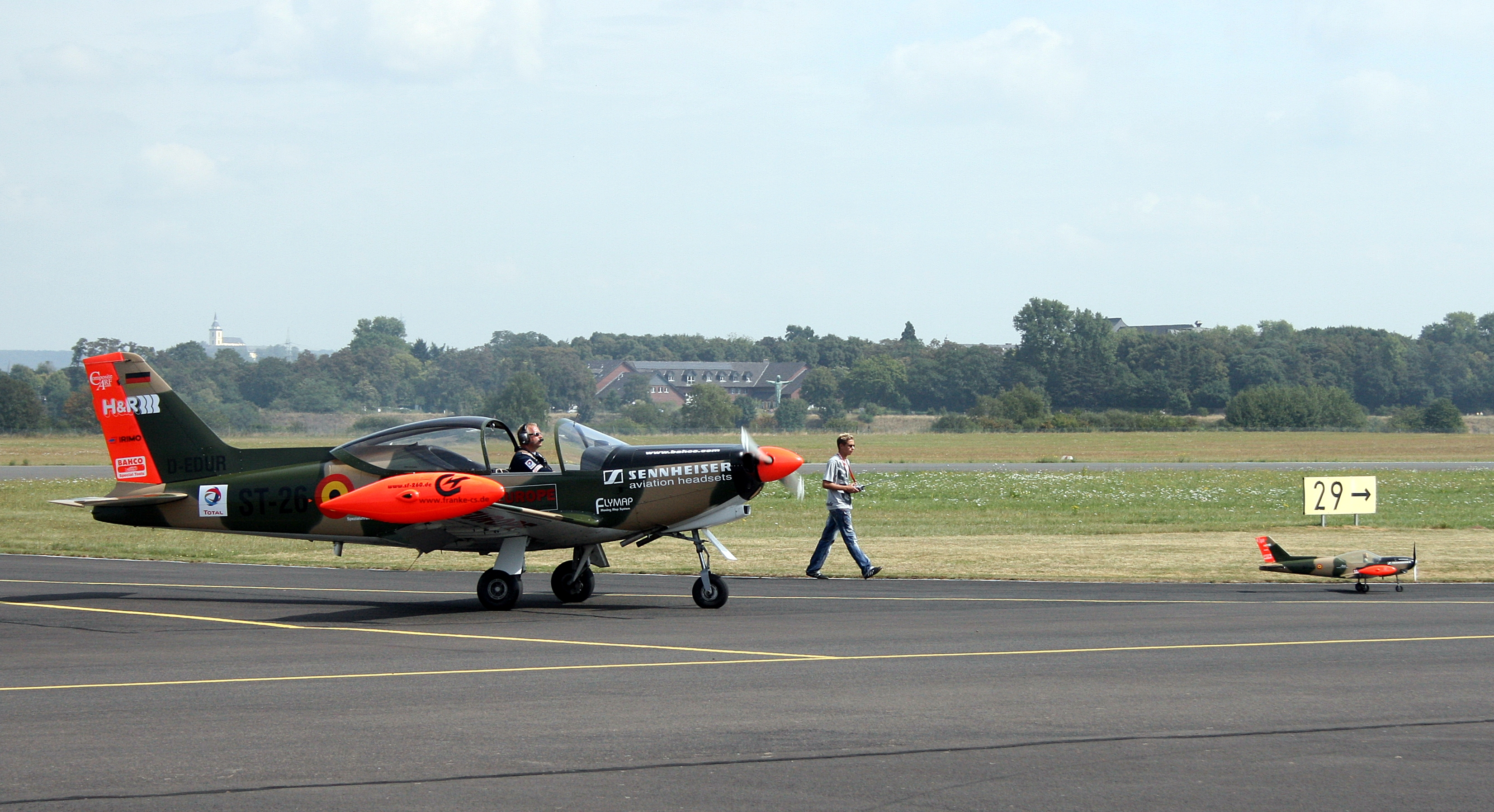
SIAI-Marchetti SF 260 als Original und als ferngesteuertes Modell

## Mögliche Einteilung ohne Bezug auf Wettbewerb
- Segelflugmodelle; Nachbau eines Segelflugzeug-Vorbildes oder reines Zweckmodell ohne Vorbild.
- Motorsegler; z. T. mehrere Meter Spannweite, oft mit Elektromotor

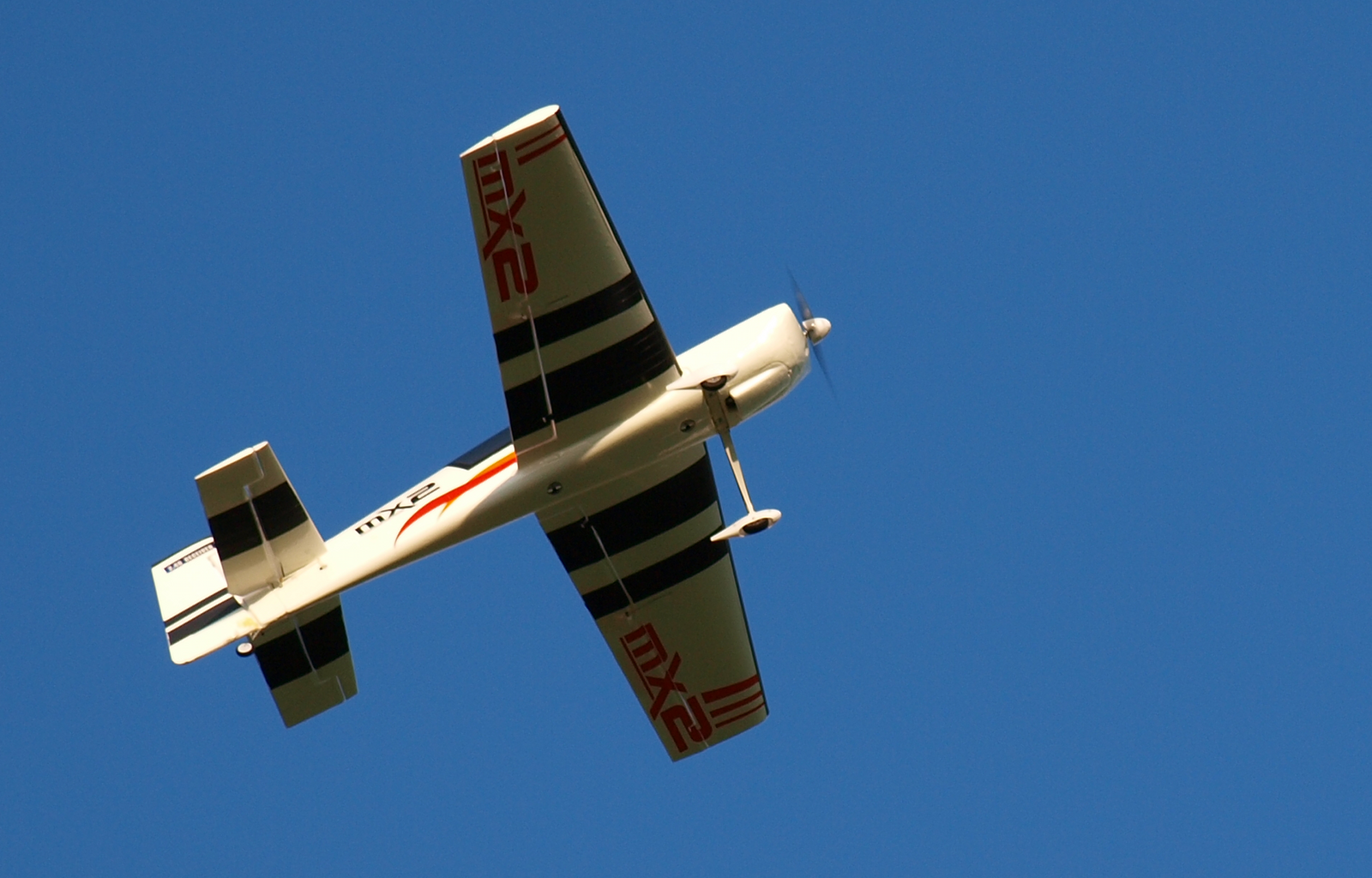
Modell einer mx2, einem 3D Aerobatic Kunstflieger mit 121 cm Spannweite

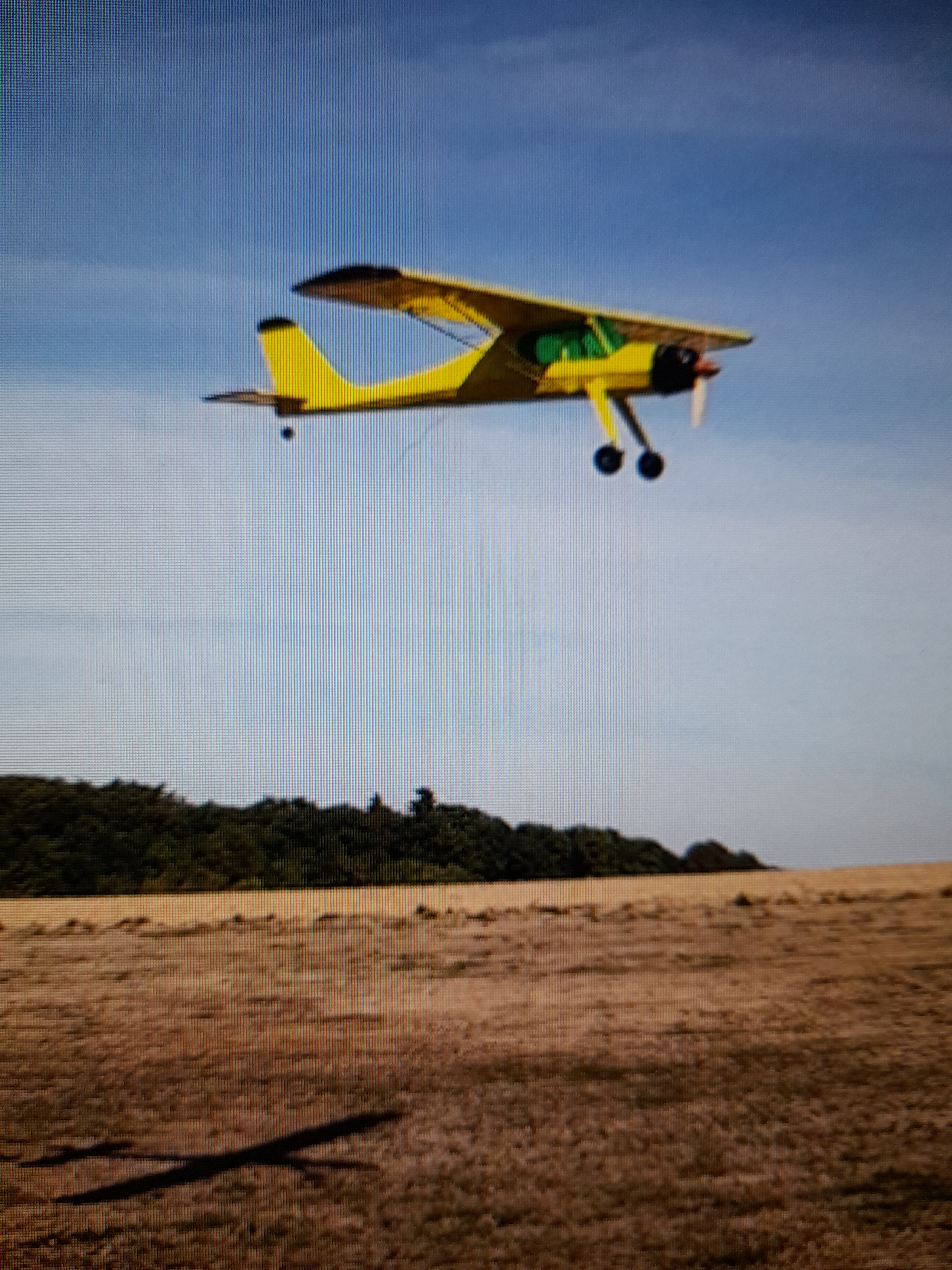
Flugmodell mit Elektromotor, 2,75 m Spannweite, 4 kg Fluggewicht und gebaut mit Pappelsperrholz und Folie

- Kunstflug- bzw. 3D-flugfähige Modelle, die sich durch große Ruder und große Ruderausschläge auszeichnen, um möglichst wendig zu sein. 3D-flugfähige Modelle haben eine Motorisierung, die das Flugzeug senkrecht nach oben treiben kann, d. h. der Schub ist größer als das Eigengewicht. Sie dienen hauptsächlich dazu, spektakuläre Schauflüge vorzuführen, allerdings leidet darunter oft die Eignung für sauberen Kunstflug. Modelle für klassischen (dynamischen) Kunstflug haben daher gemäßigte Rudergrößen und eine etwas andere Gesamtauslegung um klassische Kunstflugfiguren besser vorzeigen zu können.
- Pylon-Renn-Modelle. Flugmodelle die auf maximale Geschwindigkeit ausgelegt sind und die bei Pylon-Rennen eingesetzt werden.
- Vorbildgetreue Nachbauten (Flugzeugmodelle); auch häufig als Scale-Modelle bezeichnet. Angestrebt ist der möglichst maßstabs- und detailgetreue Nachbau. Tragflächenprofile dürfen jedoch verändert werden (eingeschränkt, ohne die Optik zu weit zu verfälschen), um den durch die Verkleinerung veränderten aerodynamischen Umständen Rechnung zu tragen. Nationale Wettbewerbsklassen wie Semi-Scale erlauben Abweichungen von der Vorbildtreue, sofern diese aus fünf Metern Entfernung nicht erkennbar sind.
- Modell-Airliner
- Slowflyer und Park Flyer, leichte und langsam fliegende Modelle, auch als Trainer.
- Indoor-Modelle, extrem leichte und wendige Modelle, die beim Hallenfliegen in Innenräumen oder Sporthallen eingesetzt werden.

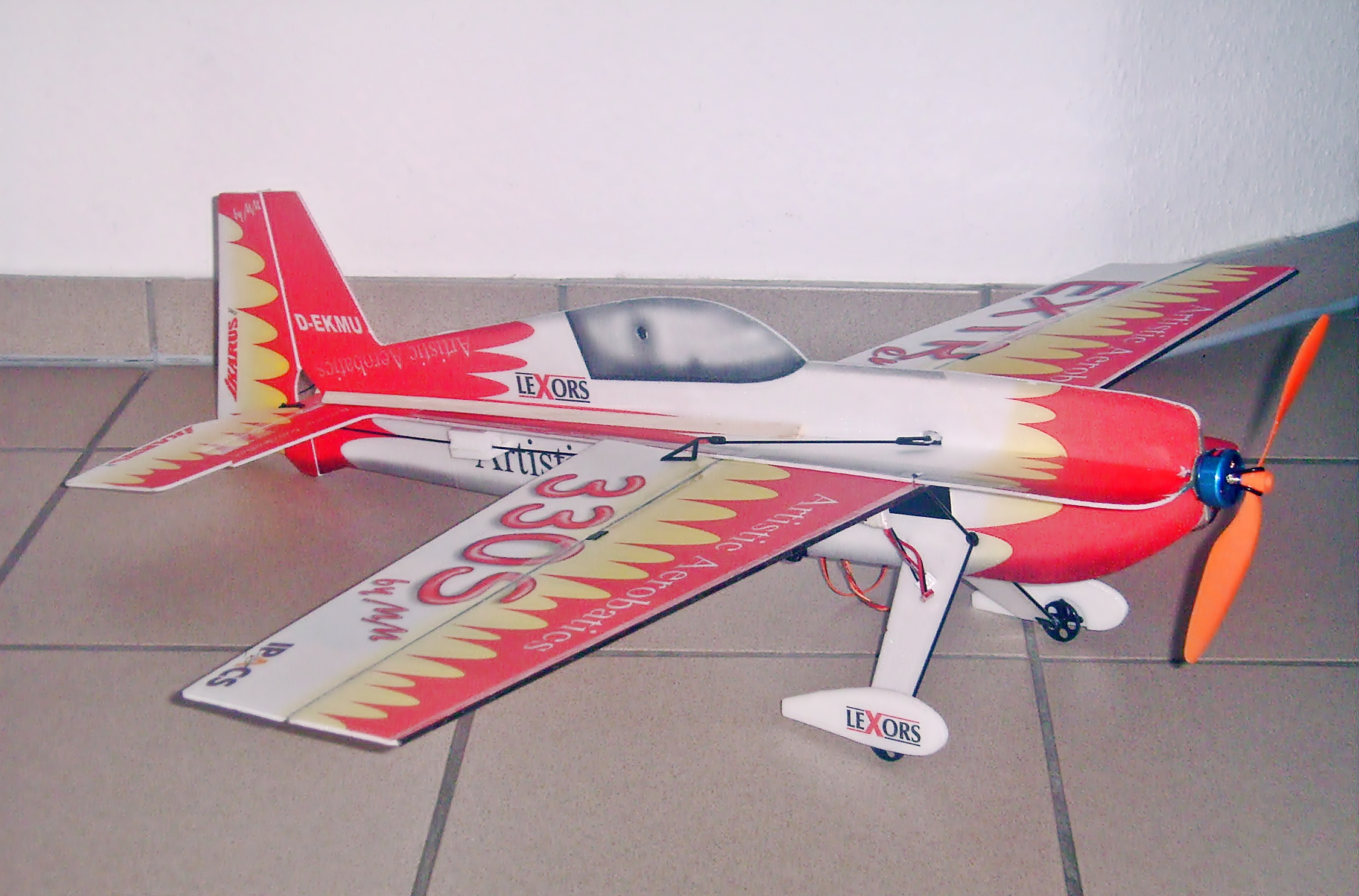
Shockflyer EXTRemA 330S
von Ikarus (0,8 m Spannweite)

- Shock Flyer, eine spezielle Indoor-Bauart. Leicht und sehr wendig, mit leistungsstarken Motoren, daher 3D-tauglich.
- Raketenflugzeuge (oder auch Raketengleiter), umgebaute Flugzeugmodelle mit Fernsteuerung.
- Modellhubschrauber, Unterscheidung zwischen Trainermodellen zum sportlichen Einsatz (3D, Kunstflug) und Scalemodellen als detaillierte Nachbauten der Originalhubschrauber.
- Motorschirm-Modelle
- Ferngesteuerte, gas- oder heißluftgefüllte Luftschiffe und Ballone

## Fernsteuerungen
Es gibt unterschiedliche Erscheinungsformen von Fernsteuerungen:

### Funkfernsteuerung
Übertragung der Steuerfunktionen mittels eines hochfrequenten elektromagnetischen Feldes (HF) durch eine Funkfernsteuerung.
Eine Funkfernsteuerungsanlage besteht im Prinzip immer aus einem Sender mit eigener Stromversorgung, einem Empfänger, den Rudermaschinen (Servos) und der Stromversorgung für den Empfänger und die Servos. Man unterscheidet zwischen Hand-, Pult- und Pistolen-Sendern. Mit zwei Steuerknüppeln mit je zwei Freiheitsgraden (Kreuzknüppel) lassen sich die vier wichtigsten Steuereingaben an die Steuerfunktionen des Flugmodells weitergeben. In der Regel sind das Höhe, Seite, Quer und Motor beim Flächenflugzeug und Nick, Roll, Yaw und Pitch beim Hubschrauber. Weitere Funktionen können über Schalter, Dreh- oder Schieberegler aktiviert werden.
Funkfernsteuerungen für (Flug)Modelle unterliegen bestimmten gesetzlichen und regulatorischen Vorschriften.
In Europa (EU) ist allgemein der Frequenzbereich 35 MHz-A mit 20 belegbaren Kanälen für Flugmodelle reserviert. Andere Frequenzbereiche (27, 35-B, 40, 41, 72, 75, 433 MHz, 2,4 GHz) sind eventuell länderspezifisch unterschiedlich zugelassen oder nicht ausschließlich Flugmodellen vorbehalten. Seit einigen Jahren wird vermehrt die Signalübertragung im 2,4-GHz-Bereich genutzt, wodurch Störungen durch Kanaldoppelbelegung vermieden werden. Um eine Kanaldoppelbelegung zu vermeiden, ist auf Modellflugplätzen die Verwendung einer Frequenztafel vorgeschrieben.
Inzwischen gibt es Ansätze, die Steuerfunktionen von einem Smartphone mit Hilfe einer App über Bluetooth zum Flugmodell zu übertragen. In diesem Fall kann das Bildsignal einer im Modell montierten Videokamera zurück zum Smartphone übertragen und auf dem Bildschirm angezeigt werden. Das Fliegen mit Hilfe einer Videoübertragung der Pilotenperspektive wird als FPV-Flug bezeichnet.

### Leinenfernsteuerung (Fesselflug)
Fernsteuerung des Modells erfolgt mittels zwei oder mehrerer Leinen (meist Stahlseile). Dazu bewegt sich das Modell zwangsläufig auf der Oberfläche einer Halbkugel, in deren Zentrum der Pilot steht (das Modell fliegt i. A. auf einer Kreisbahn um den Piloten). Aufgrund der Beschränkung auf wenige Leinen sind nur ein bis zwei Steuerfunktionen (Flaps, Höhenruder, selten Motordrossel) üblich.

### Infrarot-Fernsteuerung
Übertragung der Steuerfunktionen mittels eines modulierten Lichtsignals (z. B. Infrarot). Da Lichtsignale genehmigungsfrei sind, wird diese Art der Fernsteuerung gern bei sehr günstigen Modellen verwendet. Weil die Infrarotübertragung durch Sonnenlicht gestört wird, eignet sich die IR-Steuerung nur für Indoor-Modelle.

### Sonstige Fernsteuerungen
Andere mögliche Fernsteuerungen arbeiten z. B. akustisch (Ultraschall), sind aber heute ungebräuchlich.

## Antrieb

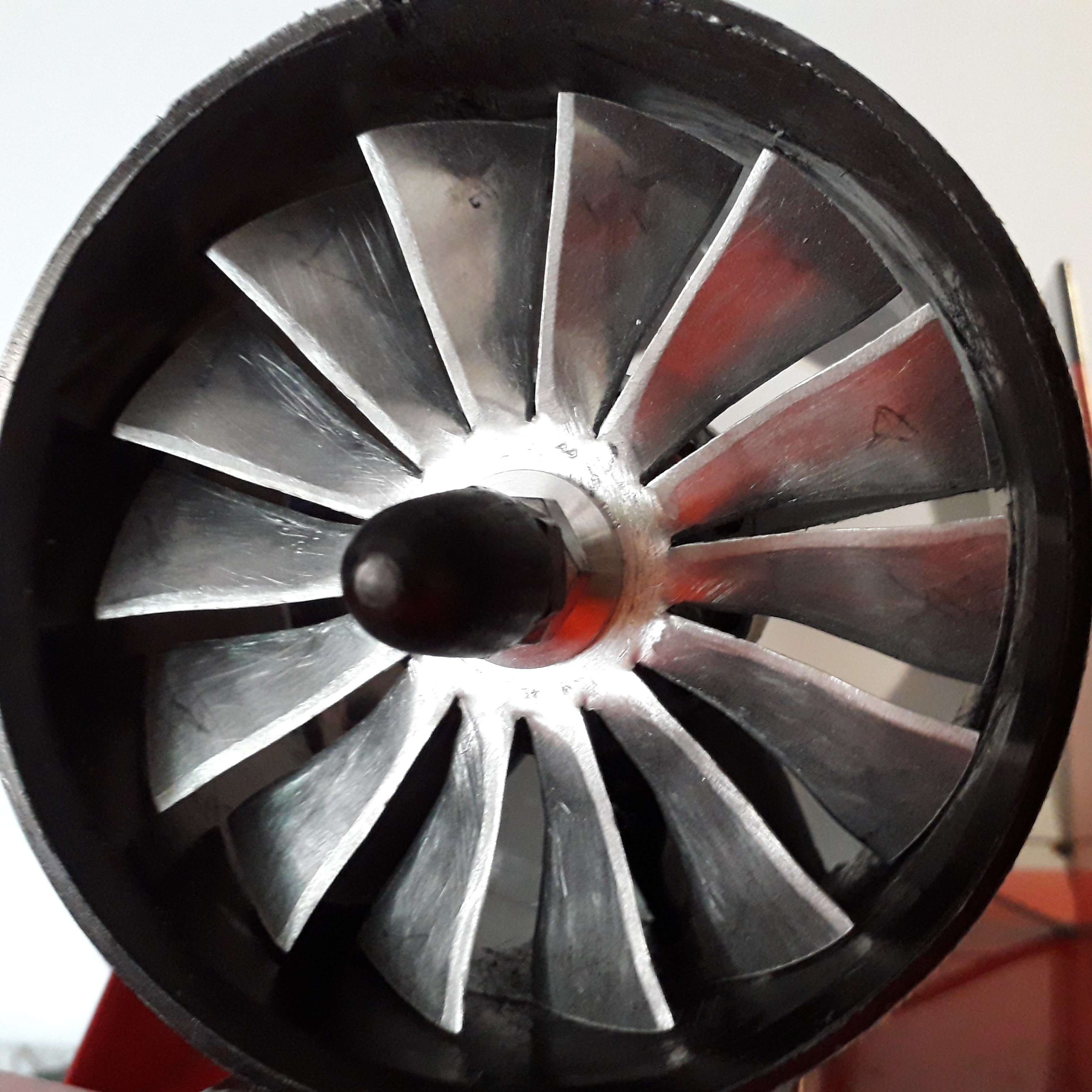
14 Blatt selbstbau Impeller

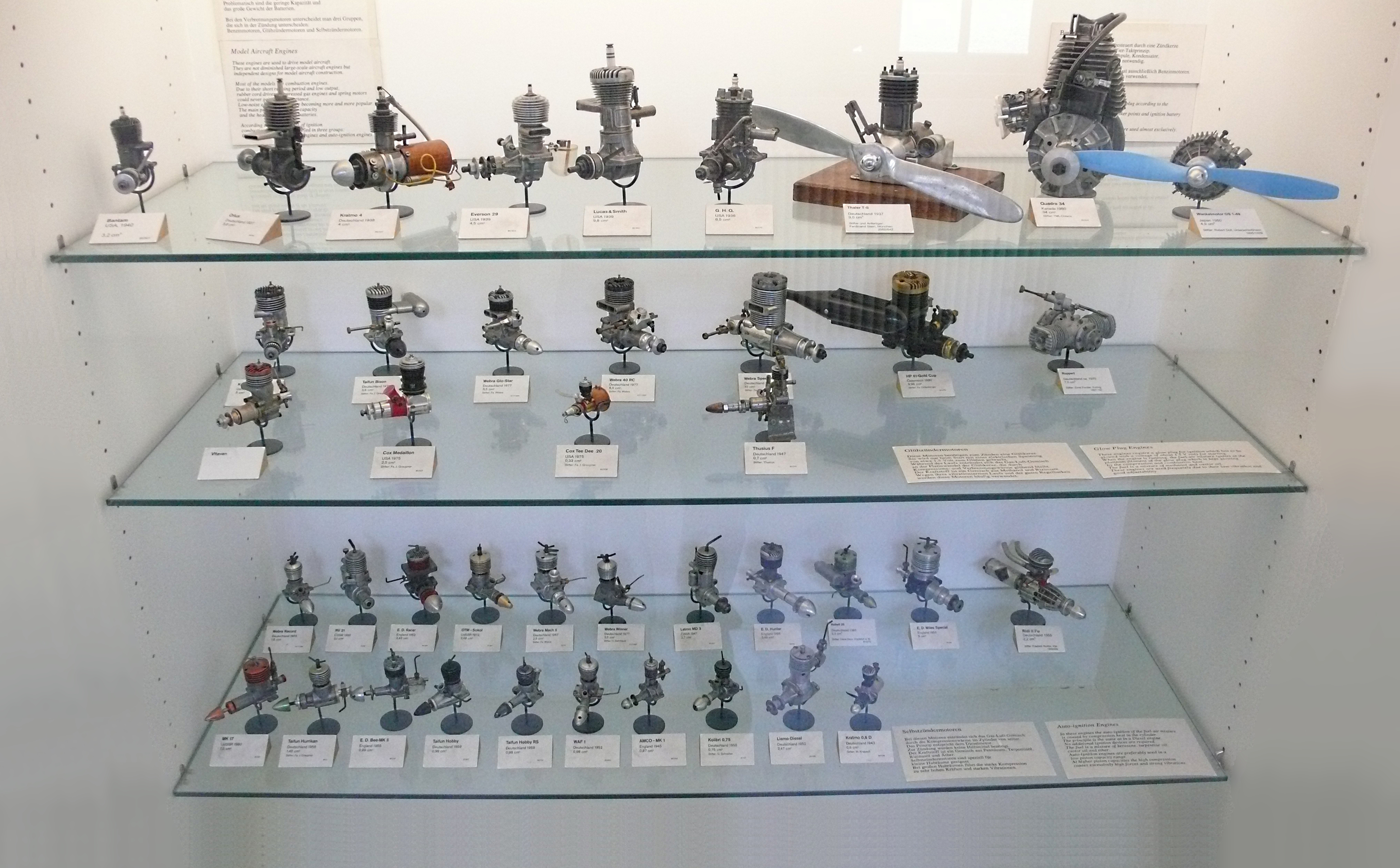
Sammlung von Modellflugzeugmotoren

- Propeller: Wandelt eine axiale Drehbewegung in eine Vortriebskraft in Achs-Richtung der Drehachse um. Der Propeller bewegt sich dabei frei in der Luft oder ist ummantelt ohne Leitschaufeln zu besitzen (Mantelpropeller). Ein Spezialfall ist der Hubrotor eines Hubschraubers.
- Impeller: Wandelt ebenfalls eine meist axiale Drehbewegung in eine Vortriebskraft um. Bei einem axialen Impeller wird die Luftmasse durch einen ummantelten Rotor beschleunigt. Ein System aus Leitschaufeln, der sogenannte Stator, sorgt für eine drallfreie Abströmung. Der Rotor und die Leitschaufeln des Impellers ähneln prinzipiell den bei Turbinen üblichen Turbinenrädern und -schaufeln.
- Verbrennungsmotor: Kolbenmotor oder Wankelmotor mit einem oder mehreren Zylindern und mit unterschiedlichem Hubraum. Je nach Zündprinzip werden verschiedene Motorentypen unterschieden (Selbstzündermotor, Glühkerzenmotor, Ottomotor). Motoren mit mehreren Zylindern werden oft nach deren Anordnung benannt (z. B. Sternmotoren).

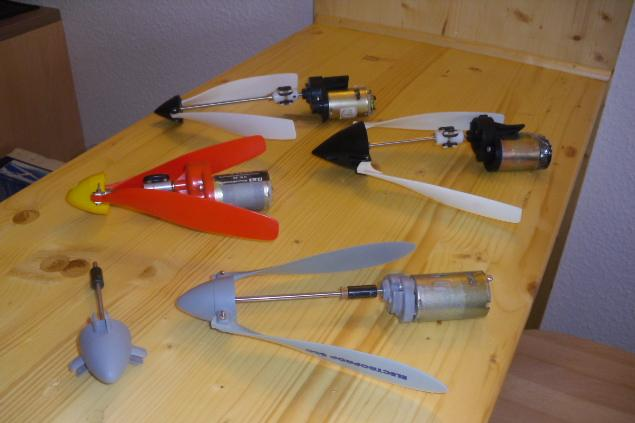
Frühe Getriebemotoren mit Klappluftschrauben von Graupner, Robbe und Carrera

- Frühe Elektro-Direktantriebe. Rechte Reihe: Keller-Motoren; links: Motoren von Geist und Bühler mit MotoraufsatzFrühe Getriebemotoren mit Klappluftschrauben von Graupner, Robbe und Carrera Elektromotor: Konventionelle Bürstenmotoren oder leistungsstarke bürstenlose Elektromotoren (Brushlessmotoren) als Innen-Außenläufer oder innendrehende Außenläufer. Historische Kurznotiz: Erst der Einsatz von Samarium-Cobalt bei den vom Dipl.-Phys. Heinz Keller gebauten Keller Motoren verhalfen den „eher schwächlichen Treiblingen zu bislang ungekanntem Temperament“ (Zitat aus www.dmfv.aero (Seite nicht mehr abrufbar, festgestellt im Mai 2023. Suche in Webarchiven) 30 Jahre Retrospektive des DMFV). Inzwischen werden von anderen Herstellern Motoren mit den bisher leistungsfähigsten Dauermagneten aus Neodym-Eisen-Bor gebaut. Selbst bemannte Flugzeuge gibt es als Elektroflugzeuge. Genauso wichtig war die Einführung hochstromfähiger NiCd-Akkuzellen Mitte der 1980er durch die Firma Sanyo und die Entwicklung hochbelastbarer Drehzahlsteller mit Leistungstransistoren.

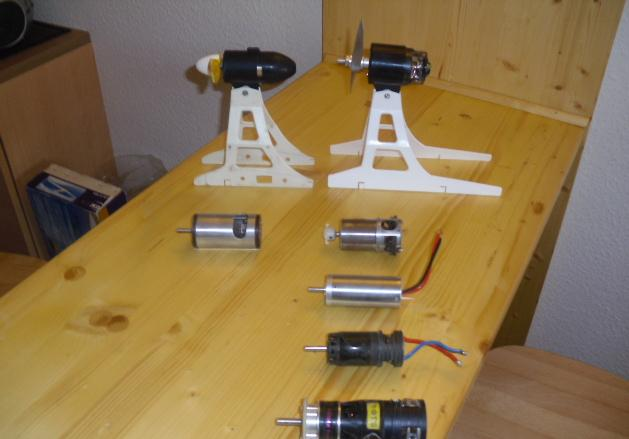
Frühe Elektro-Direktantriebe. Rechte Reihe: Keller-Motoren; links: Motoren von Geist und Bühler mit Motoraufsatz

- Turbinen-Strahltriebwerk: Modellgasturbinen, die im Prinzip wie ihre großen Vorbilder als ein- und zweistufige Strahltriebwerke arbeiten. Weiterhin haben Modelle mit Gasturbinenantrieb ihr Nischendasein verlassen und bieten vor allem mit ihrem vorbildgetreuen Klang eine eigene Faszination. Für spezielle Zwecke kommt auch der Rückstoßantrieb in Form von Schwarzpulvertreibsätzen, Wasser-, Dampf- oder Druckluftraketen zum Einsatz.
  - Turbojet: Der Vortrieb wird ausschließlich durch den Abgasstrom der Turbine bestimmt.
  - Turbofan: Die Turbine treibt einen Fan an, der den Hauptanteil des Vortriebs liefert.
  - Turboprop: Die Turbine treibt einen Propeller an, der für den Hauptteil des Vortriebs verantwortlich ist.
- Staustrahltriebwerk/Pulsstrahltriebwerk: Pulsstrahltriebwerke wurden z. B. im Zweiten Weltkrieg bei der Fieseler Fi 103 verwendet. Nach diesem Prinzip arbeitende Funktionsmodelle werden auch in Modellflugzeugen eingesetzt. Aufgrund ihrer hohen Lautstärke ist der Einsatz von Pulsstrahltriebwerken starken Einschränkungen unterworfen.[8]
- Eine spezielle Form des Antriebs ist der elektrostatische Antrieb nach dem Biefeld-Brown-Effekt beim Lifter.

## Rechtliches
Flugmodelle, die den Luftraum nutzen, gelten in Deutschland rechtlich als Luftfahrzeuge und bilden eine eigene Luftfahrzeugklasse. Der Betrieb von Flugmodellen wird durch Paragraph 21f der Luftverkehrsordnung (LuftVO) geregelt.
Flugmodelle mit einer Masse von weniger als 5 kg können ohne spezielle Aufstiegserlaubnis (Ausnahme: Raketenantrieb) mit einem Mindestabstand von 1,5 km zu Flugplätzen geflogen werden. Beim Einsatz eines Verbrennungsmotors muss dabei auch noch ein Mindestabstand von 1,5 km zu Wohngebieten eingehalten werden. Geeignete Modellfluggelände werden oft von Modellbauvereinen betrieben.
Eine Abgrenzung von Freizeitvergnügen/Modellflugsport zu anderen (z. B. gewerblichen) Zwecken wird in § 16 LuftVO nicht (mehr) erwähnt.
Flugmodelle mit einer höchstzulässigen Startmasse über 25 kg müssen einzeln zugelassen werden (§ 1 Abs. 1 der Luftverkehrs-Zulassungs-Ordnung (LuftVZO)). Es gelten ähnliche Zulassungsvorschriften wie bei manntragenden Flugzeugen. Der Betrieb derartiger Flugmodelle setzt den Besitz eines Modellpilotenscheins voraus und ist nur auf dafür zugelassenen Fluggeländen möglich.
Darüber hinaus ist innerhalb der Kontrollzone von Flugplätzen eine Flugverkehrskontrollfreigabe von der Flugsicherung einzuholen (§ 16a LuftVO).
In Deutschland sind seit dem 1. Juli 2005 Flugmodelle laut Luftverkehrsgesetz nicht mehr von der Versicherungspflicht für Luftfahrzeuge ausgenommen. Daher gelten seither für Flugmodelle die gleichen Ansprüche an die Haftpflichtversicherung wie für manntragende Flugzeuge, dies betrifft vor allem die Haftungssummen. Während die speziellen Modellflugversicherungen sich schnell an die neuen Anforderungen angepasst haben, haben viele allgemeine Versicherer die neuen Regelungen ignoriert oder die Versicherung von Modellflugzeugen ganz aus der allgemeinen Haftpflichtversicherung gestrichen. Wer ohne oder ohne ausreichende Haftpflichtversicherung ein Flugmodell im öffentlichen Luftraum betreibt, begeht eine Ordnungswidrigkeit. Informationen zu Modellflugversicherungen geben zum Beispiel folgende Verbände: DMFV, DAeC.
Zu Flugmodellen zwischen 5 und 25 kg siehe auch Unbemanntes Luftfahrzeug#Rechtliche Situation.